# Parco nazionale e riserva di Katmai
Il parco nazionale e riserva di Katmai è un parco nazionale degli Stati Uniti situato nel sud dell'Alaska. Fra le attrazioni principali vi è la valle dei Diecimila Fumi. Il parco copre una superficie di 19.122 km². La maggior parte della regione è desertica. Il nome del parco è in riferimento al monte Katmai, uno stratovulcano.

## Storia
Il parco venne istituito il 2 dicembre 1980. È situato all'imboccatura della penisola di Alaska, di fronte all'isola Kodiak, con sede nella vicina King Salmon, a circa 470 chilometri a sud-ovest di Anchorage. Originariamente, il 24 settembre 1918, la regione venne designata come monumento nazionale per proteggere l'area attorno alla grande eruzione vulcanica del Novarupta del 1912, che diede vita alla valle dei Diecimila Fumi.